# Стайко Стайков
Ста̀йко Димитров Ста̀йков е български метеоролог и сеизмолог. Автор е на формулата за установяване на дълбочината на хипоцентъра.

## Биография
Роден е на 23 октомври 1882 г. в Стрелча. През 1912 г. завършва физика в Берлинския университет, а през 1914 г. защитава докторска дисертация. След това е асистент и главен асистент в Централната метеорологична станция. От 1915 г. е действителен член на Германското и Австрийското метеорологично дружество.
Загива на 3 ноември 1915 г., по време на Първата световна война край Струмица.

## Научна дейност
Стайко Стайков работи в областта на атмосферната оптика и акустика, сеизмологията, метеорологията и климатологията. Полага основите на инструменталното определяне на земетресенията в България и установява връзката между далечината на епицентъра и времето на пристигане на първите два вида обемни вълни. Той е първият учен в света, който създава формула за установяване на дълбочината на хипоцентъра. Разработва модел за метеорологична клетка и начертава първите изотерми на България, разделя страната на четири климатични области и определя вертикалния температурен градиент. Автор е на 25 научни труда и множество научнопопулярни публикации.